# Steenbakkerij Demeestere
Steenbakkerij Demeestere is een voormalige steenbakkerij gelegen aan de Avelgemstraat te Knokke-Zwevegem, die werd opgestart in het jaar 1914.

## Valère Demeestere
Valère Demeestere (Kortrijk, 9 mei 1886 – 23 juli 1963) was de zoon van Amaat Gustaaf Demeestere. Hij trouwde op 3 oktober 1912 met Aline Vanneste, waarna ze in Kortrijk gingen wonen. In 1914 verhuisden ze naar de woning van de ouders van Aline in Zwevegem. 
In 1909 begon hij als arbeider en in 1914 richtte hij de steenbakkerij op in Knokke-Zwevegem, gedurende een periode van 30 jaar.

## Historiek
1914
Op 1 mei 1914 kregen Valère Demeestere en zijn schoonvader Aloïs Vandewalle de vergunning om een bestendige steenbakkerij op te richten. Deze werd in de Avelgemstraat te Knokke-Zwevegem gevestigd. In die jaren werd vooral van open veldovens gebruik gemaakt, maar er werd ook reeds met een ringoven gewerkt. 
1923
Op 18 april 1923 werd Valère Demeestere de toestemming gegeven voor een bewaarplaats voor 3000 liter benzine in zijn steenbakkerij. In de periode 1920-1925 werd een extra ringoven geplaatst en raakten de veldovens in onbruik. 
1925 – 1929
Een mechanische steenbakkerij en een elektromotor kwamen er op 3 april 1925 en op 23 oktober 1926 werd Valère Demeestere in de mogelijkheid gesteld om, over een periode van 10 jaar, een kleine spoorweg aan te leggen. Dit zorgde voor een gemakkelijker vervoer van de stenen. Hiervoor moest een maandelijkse vergoeding van 100 frank betaald worden.
Op 11 oktober 1929 verleende de gemeenteraad de toestemming om spoorwegrichels over de voetweg te leggen. Dit kostte Valère Demeestere 50 frank op jaarbasis. 
1935 – 1937
Valère Demeestere was een ondernemend man. Hij ging steeds op zoek naar nieuwe investeringen die zijn bedrijf te goede kwamen. Op 18 januari 1935 kreeg hij de toestemming om een mechanische steenbakkerij op te richten met een mazouthouder van 3000 liter, twee ondergrondse benzinehouders, verschillende elektromotoren en een transformatiepost voor elektrische stroom. Ongeveer een jaar later, in 1936, startte zijn schoonzoon, Paul Hanssens, als medewerker in het bedrijf. Sindsdien kreeg het bedrijf de naam Demeestere-Hanssens. Nadien werd het toezicht grotendeels overgelaten aan Paul Hanssens, maar Valère Demeestere bleef nog steeds de 'grote' baas.
Het bedrijf bleef innoveren: op 27 november 1937 werd toelating verleend om dwars over de Voetweg Decauville sporen aan te leggen. Hiervoor betaalde het bedrijf jaarlijks 25 frank pacht. 
1950 – 1955
Op 9 mei 1950 bereidde de firma opnieuw uit met uitbaggeringsterreinen die bestemd waren voor steenbakkerijen. 
Het gemeentebestuur van Zwevegem  stelde op 15 mei 1951 een onderzoek van commodo en incommodo in om de putten van de steenbakkerijen Demeestere-Hanssens te gebruiken als vuilnisbelt. De bevolking werd dus geraadpleegd en dit heeft ertoe geleid dat deze ontginningsputten tot op vandaag nog steeds gebruikt worden om vuilnis te storten. 
Op 28 juli 1955 werd de fabriek verbouwd. 
1956 – 1959
Op 21 september 1956 kreeg de firma Demeestere-Hanssens de toestemming om een nijverheidscomplex te bouwen. Daaronder verstond men het verruimen en verbouwen van verschillende werkplaatsen. 
Op 12 maart 1958 werd de stoomketel in de steenbakkerij verplaatst. In het jaar 1958 was er sprake van een grote ommekeer voor de steenbakkerijen Demeestere-Hanssens. Er werd meer gewerkt met machines en er was geen sprake meer van seizoensarbeid. 
In juni 1959 dienden Demeestere en Hanssens een verzoek in voor de bouw van een kunstmatige drogerij om zo de bestaande fabriek opnieuw uit te breiden. Het was de bedoeling deze drogerij te voorzien van een elektrische kabine, verschillende elektrische motoren, een depot voor zware olie en een ketelhuis. 
1960 – 1963
Op 22 maart 1960 werd de steenbakkerij in de mogelijkheid gesteld om in de Avelgemstraat een kleigraverij te ontginnen.
In de jaren ’60 werd ook een van de nog werkende ringovens afgebroken. De andere oven, die er al stond toen Valère D. er begon, bleef in werking. 
Op 2 juni 1961 kreeg Paul H. de toestemming om een verplaatsbare stoomketel in de steenbakkerij te bouwen.
Valère overleed op 23 juli 1963 in Kortrijk. Het verdere beleid van de steenbakkerij in Knokke-Zwevegem kwam volledig in handen van Paul Hanssens
1967 – 1970
Paul Hanssens leidde het bedrijf verder in goede banen: op 13 december 1967 werd een kleistapelplaats gebouwd. 
Op 27 december 1968 verkreeg hij een bouwvergunning om de gebouwen van de steenbakkerij te verruimen.
Op 24 oktober 1969 mocht de steenbakkerij verder uitbreiden. De toelating werd verleend om benzine op te slaan. 
Om voor de volledige uitbating een vergunning te krijgen, werd op 22 december 1969 van de gebouwen en de machines een beschrijving gemaakt. 
In 1970 werd nog een tunneloven bijgebouwd. Deze kwam in het gebouw van de kleistapelplaats.

## Einde van de steenbakkerij Knokke-Zwevegem
Omwille van de economische crisis kwam de werkgelegenheid in de steenbakkerij te Knokke-Zwevegem in 1979-1980 in het gedrang. Door deze crisis was het voor de arbeiders een onzekere periode van werken en niet werken. 
In het begin van de jaren ’80 sloot de fabriek Demeestere-Hanssens dan ook zijn deuren.

## Verschillende steenbakkerijen in Groot Zwevegem
In Groot Zwevegem waren er verschillende steenbakkerijen actief. Enkele voorbeelden van andere steenbakkerijen die actief waren was die van Leon Collins in Moen en de pannenfabriek (BMC). De steenbakkerij van Valère Demeestere was echter een van de grootste en meest gekende steenbakkerijen in de regio van Zwevegem.